# Джон Лорд
Вижте пояснителната страница за други личности с името Лорд.
Джон Дъглас Лорд (на английски: Jon Douglas Lord) е английски пианист и композитор, творил в областта на хардрок музиката.
Основател е на групата „Дийп Пърпъл“. Член е на „Уайтснейк“, „Пейс, Аштън и Лорд“, „Артуудс“ и „Флауър Пот Мен“. Умира от белодробна емболия на 16 юли 2012 г. в частната лондонска болница „Лондонска клиника“ след дълга борба с рак на панкреаса.

## Професионална кариера
Професионалната му кариера започва през 1960 г. в джаз групата „Бил Аштън комбо“. Лорд е единственият клавирист на „Дийп Пърпъл“ от създаването на групата до 2002 г. През периода 1978 - 1984 свири в „Уайтснейк“. След като напуска окончателно „Дийп Пърпъл“, той се посвещава предимно на класическата музика. Лорд е съавтор и композитор на най-добрите песни на „Дийп Пърпъл“, но още тогава си проличава интересът му към класическата и камерна музика. Това за първи път изпъква още през 1969 – 1970 в албума „Concerto for Group and Orchestra“. През 2010 излиза последният му солов албум с класическа музика, който носи името „To Notice Such Things“.